# Belazao
Belazao is een plaats en commune in het centrum van Madagaskar, behorend tot het district Antsirabe II, dat gelegen is in de regio Vakinankaratra. Tijdens een volkstelling in 2001 telde de plaats 11.254 inwoners.
De plaats biedt naast lager onderwijs ook middelbaar onderwijs aan. 85 % van de bevolking werkt als landbouwer en 15 % houdt zich bezig met veeteelt. Het belangrijkste landbouwproduct is aardappelen; andere belangrijke producten zijn mais, rijst en sojabonen.

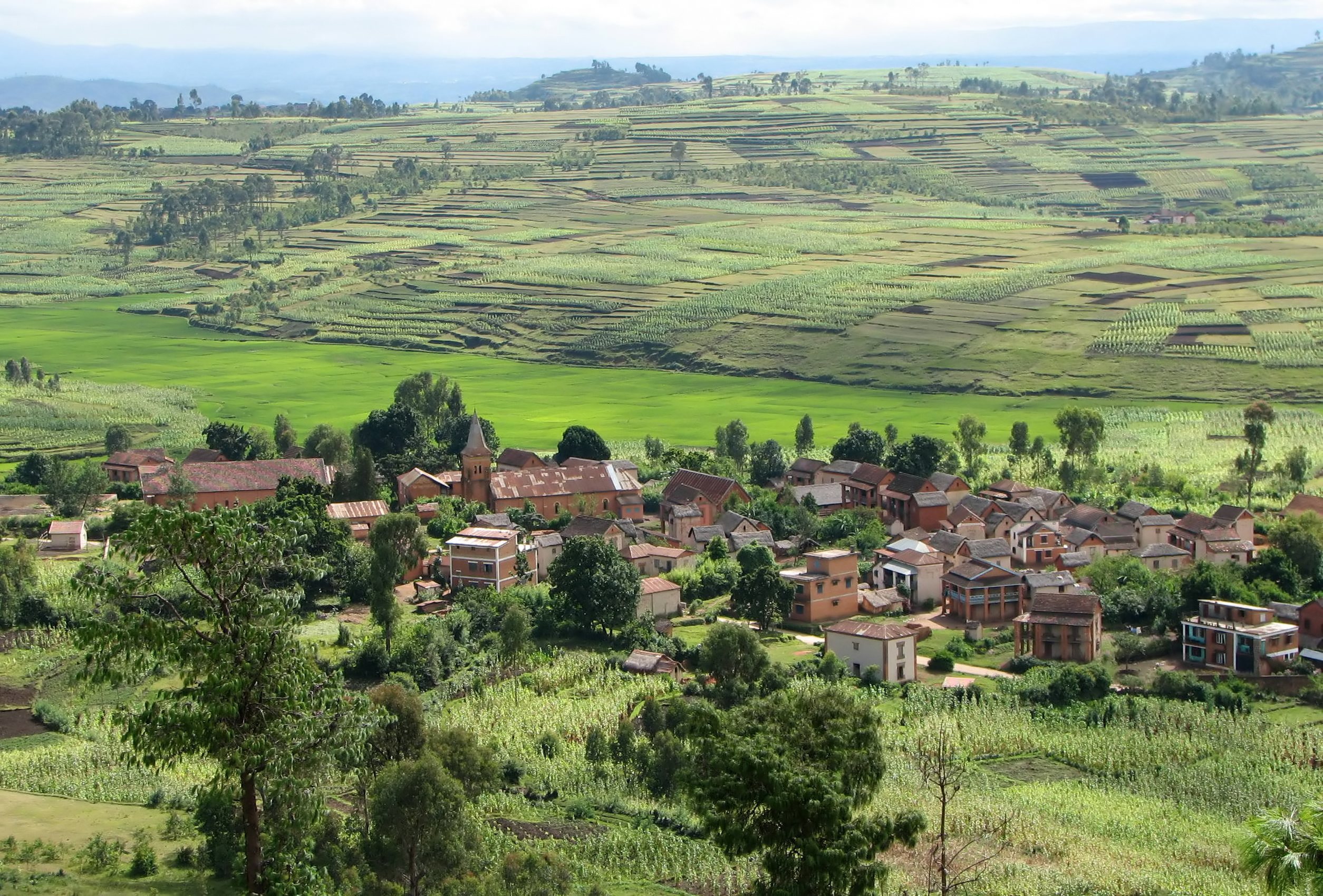
Uitzicht op Belazao en omliggende heuvels.